# Гринштат
Гринштат (њем. Grünstadt) град је у њемачкој савезној држави Рајна-Палатинат. Једно је од 48 општинских средишта округа Бад Диркхајм. Према процјени из 2010. у граду је живјело 13.189 становника. Посједује регионалну шифру (AGS) 7332024.

## Географски и демографски подаци
Гринштат се налази у савезној држави Рајна-Палатинат у округу Бад Диркхајм. Град се налази на надморској висини од 161 метра. Површина општине износи 18,1 km². У самом граду је, према процјени из 2010. године, живјело 13.189 становника. Просјечна густина становништва износи 729 становника/km².

## Међународна сарадња
| Мјесто | Држава    | Врста сарадње | Од    |
| ------ | --------- | ------------- | ----- |
|        | Француска | партнерство   | 1974. |
| Извор  |           |               |       |